# Feniks Kijów
Feniks Kijów (ukr. «Фенікс» Київ) – ukraiński klub piłkarski z siedzibą w stolicy kraju, mieście Kijów, działający w latach 1911–1914.

## Historia
Chronologia nazw:
- 1911: Feniks Kijów (ukr. «Фенікс» Київ, ros. «Феникс» Киев)
- 1914: klub rozwiązano

Piłkarska drużyna Feniks została założona w Kijowie w 1911 roku i została jednym z założycieli Kijowskiej Ligi Piłki Nożnej.
Zespół w 1912 debiutował w pierwszej kategorii Kijowskiej Ligi, ale zajął ostatnie 6.miejsce. Po rozpoczęciu I wojny światowej klub został rozwiązany.

## Sukcesy
- 6.miejsce mistrzostw Kijowa (1): 1912.